# Fleinøyholmen
Fleinøyholmen ist eine kleine Insel vor der Prinz-Harald-Küste des ostantarktischen Königin-Maud-Lands. Im südöstlichen Teil der Lützow-Holm-Bucht liegt sie südlich der Fleinøya.
Wissenschaftler des Norwegischen Polarinstituts benannten ihn 1946 in Anlehnung an die Benennung der Nachbarinsel.